# Bottniska handelstvånget
Bottniska handelstvånget var de bestämmelser i den inre svenska handelspolitiken mellan 1350-talet och 1765, genom vilka människor från Norrland och Finland förbjöds att sända fartyg till orter söder om Stockholm och Åbo samt att mottaga besök av utländska fartyg. Trots handelstvånget fanns landsköpmän på landsbygden.
Förbudet förekom redan i köpmålabalken av Magnus Erikssons stadslag, där det stadgas att farmän från Roden, Gästrikland och Norrland inte fick handla med utlandet, utan fick hålla marknad i Stockholm.  Förbudet mot utrikes handel upprepades i växlande omfattning under följande århundraden. Dock gjorde sig även motsatta tendenser gällande, särskilt beträffande landsköpmännen och marknaden vid Torneå hamn. En fast institution blev bottniska handelstvånget först genom de tre stora handelsordinantierna 1614, 1617 och 1636. Varje ny bestämmelse bidrog till att skärpa handelstvånget. Gävle grundades 1413, och inte förrän mot slutet av 1500-talet grundades någon stad norr om denna; mellan 1580 och 1640 grundades Hudiksvall, Söderhamn, Härnösand, Sundsvall, Umeå, Piteå, Luleå och Torneå. I stället för städer fanns marknadsplatser där svenska och utländska borgare och bönder idkade handel.
De städer norr om Gävle och Åbo som hade grundats före 1640 förbjöds all direkt förbindelse med utlandet, såväl från att mottaga utländska fartyg (s.k. "passiv" seglationsrätt) som från att själva utsända sådana (den "aktiva" seglationsrätten); inte heller skulle de inom landet få segla längre än till Stockholm och Åbo, fastän alla svenska städer kunde sända sina fartyg till dem. Gävle erhöll inhemsk och aktiv utländsk seglation, dock intill 1673 med det betungande villkoret att dess fartyg alltid på vägen skulle löpa in till Stockholm.
I denna ordning skedde sedermera (frånsett kortvariga mildringar) bara den ändringen, att fem städer i Egentliga Finland 1641–1660 erhöll en begränsad aktiv seglationsrätt till Tyskland och Livland.
Fastän bottniska handelstvånget är äldre än de svenska städernas indelning i stapelstäder och uppstäder, blev det med tiden ett av de viktigaste leden i denna indelning; och från denna synpunkt innebär det, att Bottniska vikens långa kuster alldeles lämnades utan stapelstäder. Men medan rikets övriga uppstäder var utestängda bara från den utrikes handeln och hade full frihet att handla inom hela landet, tillkom här en stor inskränkning även i den inhemska seglationen. Det var därvid utan tvivel Stockholms intresse som mest påverkade lagstiftarna, men dess tillgodoseende ansågs vara förutsättningen för hela landets välgång, framför allt på grund av huvudstadens ställning som den egentliga "stapeln" för den omhuldade utrikeshandeln. Som ersättning skulle uppstäderna ha andra förmåner, men dessa låg inte regeringen lika mycket om hjärtat. Sålunda uppgavs redan under Gustav II Adolf principen att stapelstadsborgarna skulle vara uteslutna från uppstädernas marknader (det vill säga från direkt handel med bönderna), och förbudet för den så kallade bondeseglationen var tidtals alldeles upphävt. Detta sistnämnda förbud, som på visst sätt också var ett "bottniskt handelstvång", gällde de verkliga böndernas (inte "skärkarlarnas") seglats till Stockholm och andra orter utom landskapet med varor och var naturligtvis i de bottniska städernas intresse. Efter att ha varit mer eller mindre fullständigt upphävt 1672–1696, var det föremål för strider hela frihetstiden igenom, tills det definitivt avskaffades 1766.
Alltifrån 1723 års riksdag hade även städernas handelstvång bekämpats med stigande iver. Ett starkare anlopp gjordes första gången av de norrländska och finska landshövdingarna 1734, men tack vare kammar- och kommerskollegiernas motstånd misslyckades det både denna gång och den följande (1738). Den första eftergiften vanns 1741, då städerna fick tillåtelse att föra trävirke till Skåne och Östergötland samt därifrån återhämta spannmål. År 1761 tycktes segern vunnen, då tre stånd beslöt om anläggandet av fem bottniska stapelstäder. Men borgarståndet lyckades med stort besvär få frågan överlämnad åt rådet, som avslog hela saken 1765. Nu hade emellertid den allmänna uppmärksamheten blivit väckt; flera kraftiga och välskrivna riksdagsmemorial hade avgivits (särskilt märks ett av vice borgmästaren H. Pipping i Vasa 1747), och ett trycktes 1762; slutligen kom därtill 1765 en skrift av Anders Chydenius, som mästerligt sammanfattar städernas argument i den långa striden. 1765 års riksdag blev också avgörande. På borgarståndets eget förslag beslöts att den inrikes seglationen skulle bli fri för alla, att två svenska och fyra finska städer skulle bli stapelstäder med fullständig aktiv utrikes seglation och att fem andra finska städer skulle erhålla en begränsad seglationsfrihet inom Östersjön (kunglig resolution 3 december 1765). Det bottniska handelstvånget var därmed i allt väsentligt upphävt, och ett försök 1774–1777 att rubba beslutet misslyckades.